# 何塞·纳瓦罗·莫雷内斯
何塞·纳瓦罗·莫雷内斯（西班牙語：José Navarro Morenés，1897年12月8日—1974年12月13日），西班牙男子马术运动员。他曾代表西班牙参加1924年、1928年和1948年夏季奥林匹克运动会马术比赛，获得一枚金牌和一枚银牌。